# Schradera reticulata
Schradera reticulata är en måreväxtart som beskrevs av J.Sánchez-gonz.. Schradera reticulata ingår i släktet Schradera och familjen måreväxter. Inga underarter finns listade i Catalogue of Life.